# Ibach, Schwyz
Ibach är en ort i kommunen Schwyz i kantonen Schwyz, Schweiz. 
Genom Ibach flyter floden Muota.
I Ibach ligger huvudkontoret och huvudfabriken för Victorinox, tillverkaren av den berömda schweiziska armékniven. 